# José de Jesús Pimiento Rodríguez
José de Jesús Pimiento Rodriguez (1919–2019) là một Hồng y người Colombia của Giáo hội Công giáo Rôma. Ông từng đảm nhiệm vai trò Tổng giám mục đô thành Tổng giáo phận Manizales (1975–1996) và Chủ tịch Hội đồng Giám mục Colombia (1975–1978). Trước khi trở thành Tổng giám mục, ông đảm trách nhiều vị trí khác nhau như: Giám mục phụ tá Giáo phận Pasto (1955–1959), giám mục chính tòa giáo phận Montería (1959–1964) và giám mục chính tòa Giáo phận Garzón (1964–1975).
Sau gần 20 năm về hưu, Giáo hoàng Phanxicô bất ngờ loan báo vinh thăng tước vị Hồng y cho Tổng giám mục José de Jesús Pimiento Rodriguez, khi đó đã 96 tuổi và danh hiệu hồng y chính thức được công nhận vào ngày 14 tháng 2 năm 2015. Ông từng là vị Hồng y lớn tuổi nhất Hồng y đoàn cho đến khi qua đời ngày 3 tháng 9 năm 2019.

## Linh mục
Hồng y José de Jesús Pimiento Rodriguez sinh ngày 18 tháng 2 năm 1919 tại Zapatoca, thuộc Colombia. Vượt qua vấn đề kinh tế gia đình không tốt, ông vẫn có ước mơ trở thành một linh mục. Sau quá trình tu học dài hạn tại các cơ sở chủng viện theo quy định của Giáo luật, ngày 14 tháng 12 năm 1941, Phó tế Rodriguez, 22 tuổi tiến đến việc được truyền chức linh mục, với phần nghi thức truyền chức được cử hành bởi Tổng giám mục Ismael Perdomo Borrero, Tổng giám mục Tổng giáo phận Bogotá. Tân linh mục là thành viên linh mục đoàn Giáo phận Socorro y San Gil.
Ông bắt đầu thời kì linh mục của mình với vị trí linh mục phó của các giáo xứ ở Mogotes và trong Thánh đường San Gil y Vélez. Ông đảm nhiệm vai trò trưởng ban và giáo sư chủng viện, giáo sĩ bệnh viện San Gil và điều phối viên của Hoạt động Xã hội và Công giáo Tiến hành của giáo phận.

## Giám mục

### Giám mục phụ tá
Sau hơn 13 năm thực hiện các công việc mục vụ trên cương vị là một linh mục, ngày 14 tháng 6 năm 1951, Tòa Thánh bất ngờ loan báo Giáo hoàng đã quyết định tuyển chọn linh mục José de Jesús Pimiento Rodriguez, 36 tuổi, vào hàng ngũ các giám mục Công giáo hoàn vũ, với vị trí được trao phó là Giám mục phụ tá Giáo phận Pasto và danh xưng Giám mục Hiệu tòa Apollonis. Lễ tấn phong cho vị tân giám mục được tổ chức sau đó vào ngày 28 tháng 8 cùng năm, với phần nghi thức truyền chức được cử hành cách trọng thể bởi 3 giáo sĩ cấp cao, gồm vị chủ phong là Hồng y Crisanto Luque y Sánchez, Tổng giám mục Bogotá. Hai vị giáo sĩ còn lại, với vai trò phụ phong là Giám mục Giáo phận Pastro Emilio Botero González và Giám mục Giáo phận Socorro y San Gil Pedro José Rivera Mejía. Tân giám mục chọn cho mình châm ngôn:Vivere Christus est.

### Giám mục chính tòa
Sau bốn năm trên cương vị giám mục Phụ tá, ngày 30 tháng 12 năm 1959, Tòa Thánh công bố chuyển đổi Giám mục Pimiento Rodriguez làm Giám mục chính tòa Giáo phận Montería. Gần năm năm sau đó, ngày 29 tháng 2 năm 1964, Tòa Thánh lại chuyển Giám mục Rodriguez đến Giáo phận Garzón làm Giám mục chính tòa. Trong giai đoạn này, ông cũng là một nghị phụ tham dự đầy đủ bốn giai đoạn của Công đồng Vatican II (1962–1965).  Sau khi tham dự Công đồng, ông từng tham dự các hội nghị của Liên hội đồng Giám mục Mỹ Latinh với tư cách đại diện tổ chức tại Medellín năm 1968, tại Pueblo de los Ángeles, México vào năm 1979 và tại Santo Domingo năm 1992. Trong suốt thời gian này, ông tham gia vào một số Thượng Hội đồng và từ năm 1972–1973, ông là cố vấn của Sứ thần Tòa Thánh tại Colombia để đối thoại với chính phủ trong việc sửa đổi các hiệp định.
Từ năm 1972 đến năm 1978, ông kiêm nhiệm vai trò Chủ tịch Hội đồng Giám mục Colombia.

## Tổng giám mục, hồi hưu
Sau hơn 10 năm tại Giáo phận Garzón, ngày 22 tháng 5 năm 1975, Tòa Thánh quyết định thăng giám mục José de Jesús Pimiento Rodriguez lên hàng Tổng giám mục Tổng giáo phận Manizales và ông đã giữ chức vụ này trong hơn 20 năm cho đến khi về hưu vì lý do tuổi tác vào ngày 15 tháng 10 năm 1996. Trong thời kì quản nhiệm giáo phận, Tổng giám mục Rodriguez chú trọng vào việc áp dụng các tiến bộ của Công đồng Vatican II, đặc biệt trong việc chăm sóc mục vụ của gia đình, của thanh thiếu niên và của xã hội. Ông thúc đẩy đề nghị đổi mới của Hội đồng với các giáo xứ và chủng viện tổng giáo phận, ngoài việc cập nhật quá trình đào tạo linh mục và các ơn gọi khác.
Trong suốt nhiệm vụ giám mục, ông đã giúp tạo ra những trung tâm truyền giáo và giáo lý trong tổng giáo phận. Dấu ấn của ông để lại qua các công việc chính như năm 1979, khôi phục hai tháp chuông nhà thờ đã bị hư hại trong trận động đất, tái cấu trúc tiểu chủng viện, sau đó trở thành đại chủng viện của tổng giáo phận.
Sau vụ phun trào núi lửa Nevado del Ruiz năm 1985, ông đã sắp xếp chỗ trú ẩn cho đặt hàng trăm người từ Chinchiná, Papayal, Los Cuervos, La Guayana de Villamaría, La Paz và Encanto.
Ông nghỉ hưu tại thành phố Urabá, nơi ông làm việc trong bộ phận mục vụ. Năm 2005, ông đã tổ chức kỷ niệm vàng chức giám mục (50 năm giám mục).

## Thăng Hồng y
Ngày 4 tháng 1 năm 2015, Giáo hoàng Phanxicô bất ngờ tuyên bố sẽ vinh thăng Nguyên Tổng giám mục José de Jesús Pimiento Rodriguez, 96 tuổi vào hàng ngũ các hồng y. Lễ vinh thăng đã được tổ chức sau đó vào ngày 14 tháng 2, tân hồng y được đặt hàm Hồng y Đẳng linh mục Nhà thờ San Giovanni Crisostomo a Monte Sacro Alto.
Vì lý do tuổi tác quá cao, ông đã không đến Rome để làm lễ vinh thăng chính thức vào ngày 14 tháng 2 năm 2015, nhưng ông đã nhận được Tông sắc bổ nhiệm Hồng y, trong một buổi lễ do Tổng giám mục Ettore Balestrero, Sứ thần Tòa Thánh Côlômbia, tại Nhà thờ Bogotá. Nghi thức trao mũ biretta trên đầu và trao nhẫn cho tân hồng y được cử hành bởi Hồng y Rubén Salazar Gómez, Tổng giám mục Tổng giáo phận Bogotá thực hiện.
Ông qua đời ngày 3 tháng 9 năm 2019. thọ 100 tuổi.